# Томиленко Василь Васильович
Васи́ль Васи́льович Томиле́нко (*бл. 1610, Любеч — †14 грудня 1654, Брацлав) — український військовик, дипломат, соратник Б. Хмельницького. Генеральний осавул Війська Запорозького (1654), наказний гетьман.

## Життєпис
Син гетьмана (старшого) реєстрових козаків Василя Томиленка (? — 1638), що походив з любецького боярського роду Томиловичів.
Вперше згаданий 1637 року як старшина реєстрових козаків. 1648 був чигиринським городовим отаманом, ще до початку Визвольної війни добре знав Богдана Хмельницького. Входив до близького оточення гетьмана. У перші місяці війни командував козацькою артилерією.
У Реєстрі 1649 — гарматний хорунжий Війська Запорозького (помічник генерального обозного). Виконував дипломатичні доручення Б. Хмельницького. 1650 очолював козацьке посольство до Варшави. Влітку 1653 — посольство до польного гетьмана литовського Ян. Радзивілла.
У жовтні 1653 призначений наказним чигиринським полковником. Наприкінці 1653 — до січня 1654 опікувався московськими послами Р. Стрешньовим і М. Бредіхіним, що перебували в Чигирині. На козацькій раді в травні 1654 обраний генеральним осавулом.
У листопаді 1654 призначений наказним гетьманом — очолив козацький корпус, що діяв на Поділлі проти військ Речі Посполитої та Кримського ханства. Загинув 14 грудня під час оборони Брацлава від армії коронного гетьмана Станіслава Потоцького.

## Нащадки
Сини Йосип і Федір — відповідно, сотник і сотенний писар Канівської полкової сотні 1655 року. Брали участь в Охматівській битві. У березні-травні того ж року — посли Б. Хмельницького до табору царя Олексія Михайловича під Смоленськом.